# SN 1997ap
SN 1997ap – supernowa typu Ia odkryta 5 marca 1997 roku w galaktyce A134709+0223. Jej maksymalna jasność wynosiła 23,20m.